# دماوند
دماوند (بالفارسية: دماوند) هي مدينة تقع في إيران في البلدة المركزية. يقدر عدد سكانها بـ 56,315 نسمة. يبلغ ارتفاع هذه المدينة 1903 مترًا فوق مستوى سطح البحر. تقع هذه المدینة في الجزء الأوسط من سلسلة جبال البرز في جنوب بحر قزوين.

## الجغرافیا
يقع دماوند من ممر إمام زاده هاشم، وهو طريق الاتصال من طهران إلى آمل، إلى طريق الاتصال من طهران إلى فيروزكوه وساري. يتدفق نهر «تار» عبر وسط المدينة المغطى بالأشجار، وقد دمر فیضان النهر وسط المدينة عدة مرات في الماضي.

## التاریخ
دماوند هي واحدة من أقدم المدن وأول المدن الأسطورية في تاريخ إيران، بحيث يصل بنائها دائمًا إلى اصطخر محافظة فارس وبلخ و کیومرث أول ملك لإيران.

## معرض الصور

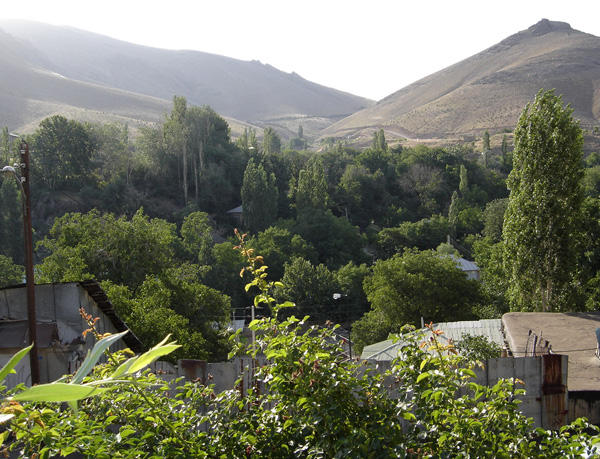
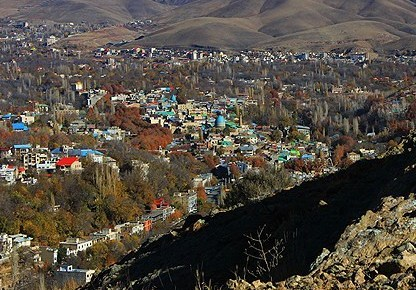
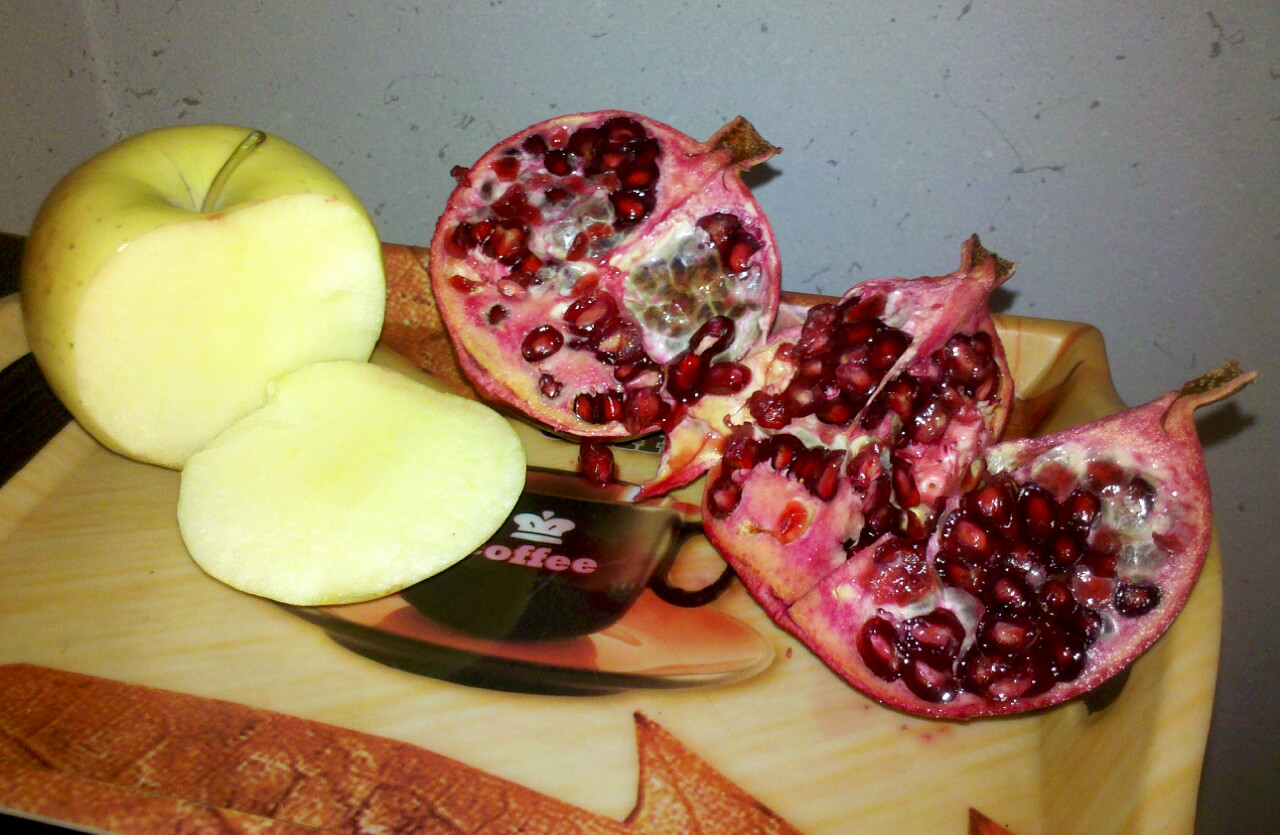